# Biblia ebraică

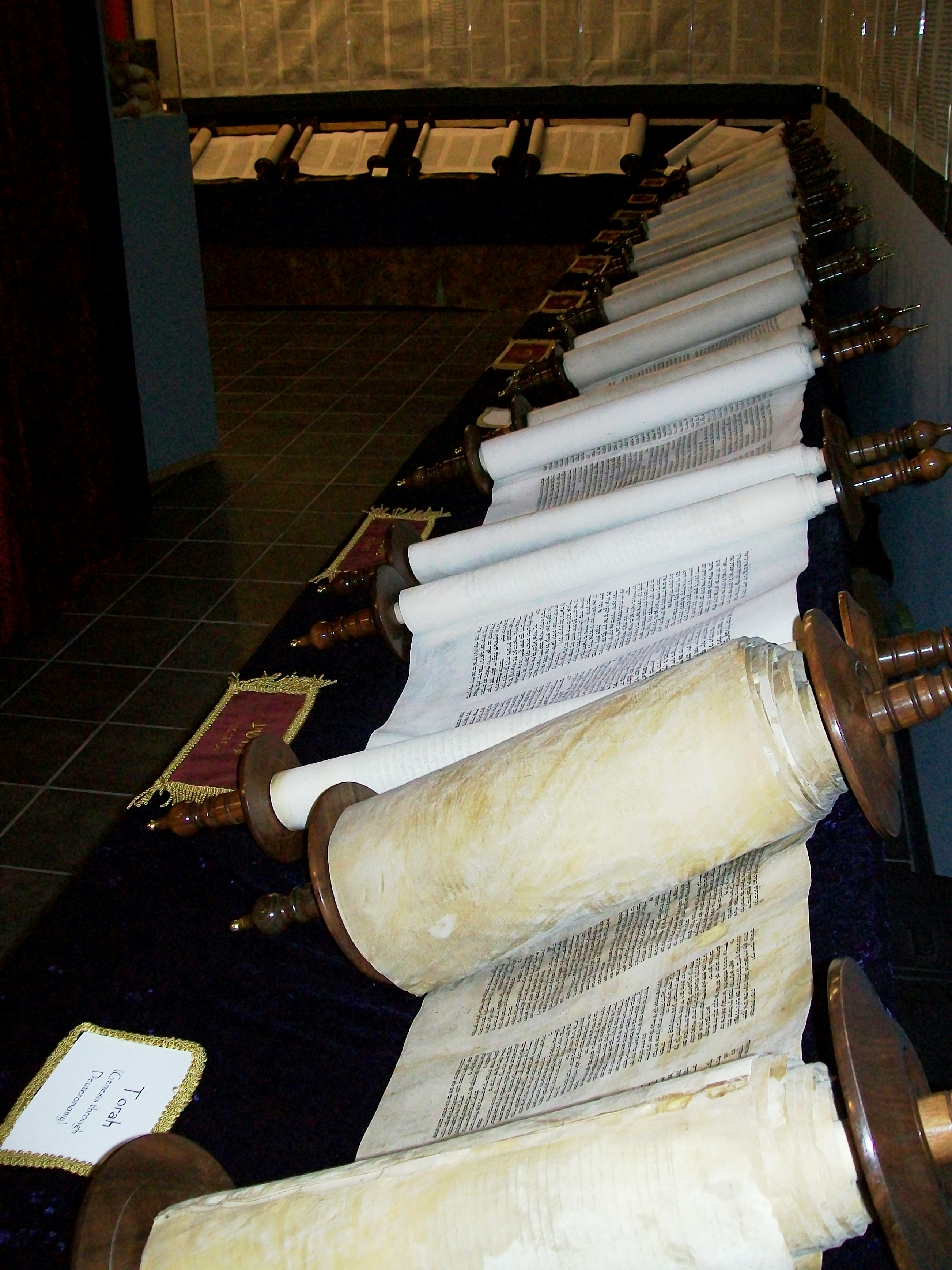
Seturi complete de suluri, constituind întregul Tanah

Biblia ebraică (ori Scripturile evreiești), pentru evrei Tanah (în limba ebraică תַּנַ"ךְ, transliterat: תַּנַ"ךְ, pronunțat [taˈnaχ] ori [təˈnaχ]; de asemeni Tanach, Tenak, Tenakh), este în Iudaism și Mesianism denumirea canonul cărților biblice ebraice. 
Biblia ebraică, numită în ebraică Tanah, este, trecând prin traducerea în limba greacă numită Septuaginta, baza Vechiul Testament creștin, ea fiind o colecție de scrieri sacre comune ale iudaismului și creștinismului. Numele grec de Ta Biblia (gr. "cărțile") a fost dat, după tradiție, de cei șaptezeci de învățați evrei care au tradus-o din ebraică în elenă în timpul domniei lui Ptolemeu Filadelful la Alexandria (vezi Septuaginta).
Biblia ebraică, sau evreiască, este scrisă în limba ebraică antică, ("ebraica veche"), (conținând și câteva pasaje și un număr de cuvinte în aramaică). La evrei, Biblia mai este denumită Mikrá מקרא (Lectura, asemănător cu sensul numelui Koranului musulman), și mai ales ca TaNaH תנ"ך, nume acronim format din inițialele denumirilor celor trei elemente: Tora תורה ("Învățăturile"), Neviim נביאים ("Profeții") și Ketuvim כתובים ("Scrierile") - prin urmare - TaNaCh (litera ebraică כ se pronunță la sfârșitul cuvintelor ca un H, și la începutul cuvintelor ca un K):
- Legea sau Învățătura, denumită în ebraică Tora תורה, carte scrisă pe un sul și ținută în altarul sinagogilor, constă din cele cinci cărți atribuite lui Moise משה, denumite în grecește Pentateuh - cele cinci cărți ale Torei [1], cuprinzând perioada de la facerea lumii până la moartea lui Moise;
- Profeții, parte care se numește în ebraică Neviim נביאים, și care cuprinde perioada de la așezarea celor 12 triburi israeliene în Canaan כנען, până la exilul / robia în Babilon בבל, relatând profețiile prorocilor trimiși de Dumnezeu să vorbească în numele său;
- Celelalte Scrieri, denumite în ebraică Ketuvim כתובים, sau în greacă Hagiografa. Încep cu Psalmii תהילים și Cărțile înțelepciunii, și se termină cu scrieri referindu-se la întoarcerea din exil / robie.

În documentarul History Channel The Bible Unearthed (Biblia dezgropată) prof. Richard Friedman, prezentat ca autoritate mondială în materie de Biblie ebraică afirmă că ea nu este o carte, ci mai multe cărți, o întreagă bibliotecă având între 100 și 150 de autori, scrisă de-a lungul unui mileniu. Data cea mai timpurie la care a început scrierea Bibliei ar putea fi 922 î.Hr., conform lui Richard Elliott Friedman. Cele mai vechi manuscrise ale Bibliei sunt sulurile de argint, ele datează din 587-586 î.Hr. și sunt scrise în paleo-ebraică.

## Conținut
Biblia ebraică cuprinde următoarele cărți:
1. Tora (תורה) (Pentateuhul), care cuprinde primele cinci cărți ale Bibliei: 
  1. Facerea (Geneza) בראשית - (Bereshít) Întâia Carte A Lui Moise
  2. Ieșirea (Exodul) שמות - (Shemot) A Doua Carte A Lui Moise
  3. Leviticul ויקרא - (Vaikrá) A Treia Carte A Lui Moise
  4. Numeri במדבר - (B'midbar) A Patra Carte A Lui Moise
  5. Deuteronomul (A doua Lege) דברים - (Dvarim) A Cincea Carte A Lui Moise

2. Profeții (נביאים, Neviim),"cei vechi":
  1. Profeții vechi
    1. Cartea lui Iosua (יהושע)
    2. Cartea Judecătorilor (שופטים)
    3. Cartea întâi a lui Samuel (שמואל), Cartea a doua a lui Samuel
    4. Cartea întâi a Regilor (מלכים), Cartea a doua a Regilor

  2. Profeții noi
    1. Cartea Profetului Isaia
    2. Cartea profetului Ieremia (ירמיהו)
    3. Cartea profetului Ezechiel (יחזקאל)

  3. Cei doisprezece mici profeți
    1. Cartea profetului Osea
    2. Cartea profetului Ioel
    3. Cartea profetului Amos
    4. Cartea profetului Abdia
    5. Cartea profetului Iona
    6. Cartea profetului Mihea
    7. Cartea profetului Nahum
    8. Cartea profetului Habacuc
    9. Cartea profetului Sofonia
    10. Cartea profetului Agheu
    11. Cartea profetului Zaharia
    12. Cartea profetului Malahia.

3. Scrierile (כתובים, Ketuvim) cuprind:
  1. Cărțile poetice
    1. Cartea Psalmilor (תהילים Tehilim  - 150 de cântări și imnuri)
    2. Cartea Proverbelor (משלי)
    3. Cartea lui Iov (איוב)

  2. Cele cinci cărți hagiografice (megilot)
    1. Cartea Cântării Cântărilor (שיר השירים)
    2. Rut רות
    3. Cartea Lamentațiilor (איכה - Plângerile lui Ieremia)
    4. Cartea lui Qohelet (קהלת - Ecleziastul)
    5. Cartea Esterei (אסתר)

  3. Alte cărți
    1. Daniel דניאל
    2. Ezra עזרא și Nehemia נחמיה
    3. Cronici 1 si 2. דברי הימים

4. Cărți apocrife
  1. Cartea întâi a Macabeilor, Cartea a doua a Macabeilor,(apocrife nebiblice)
  2. Cartea lui Tobia (apocrifă nebiblică)
  3. Cartea Iuditei (apocrifă nebiblică)
  4. Cartea profetului Baruh (apocrifă nebiblică)
  5. Cartea Înțelepciunii, Cartea lui Ben Sirah (Ecleziasticul) (apocrifă nebiblică)